# Nesles-la-Montagne
Nesles-la-Montagne település Franciaországban, Aisne megyében. Lakosainak száma 1196 fő (2022. január 1.). Nesles-la-Montagne Blesmes, Chézy-sur-Marne, Chierry, Courboin, Essises, Étampes-sur-Marne, Montfaucon, Montlevon, Nogentel és Viffort községekkel határos.

## Népesség
A település népességének változása:
| Lakosok száma | 511  | 883  | 928  | 1120 | 1241 | 1215 | 1230 | 1227 | 1216 | 1196 |
|               | 1968 | 1982 | 1990 | 2006 | 2013 | 2015 | 2017 | 2019 | 2020 | 2022 |